# Rotschulter-Grüntaube

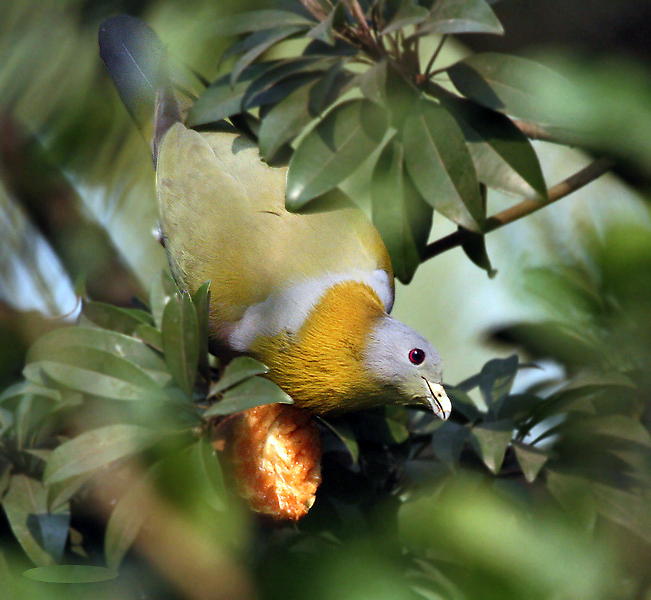
Rotschulter-Grüntaube beim Fressen

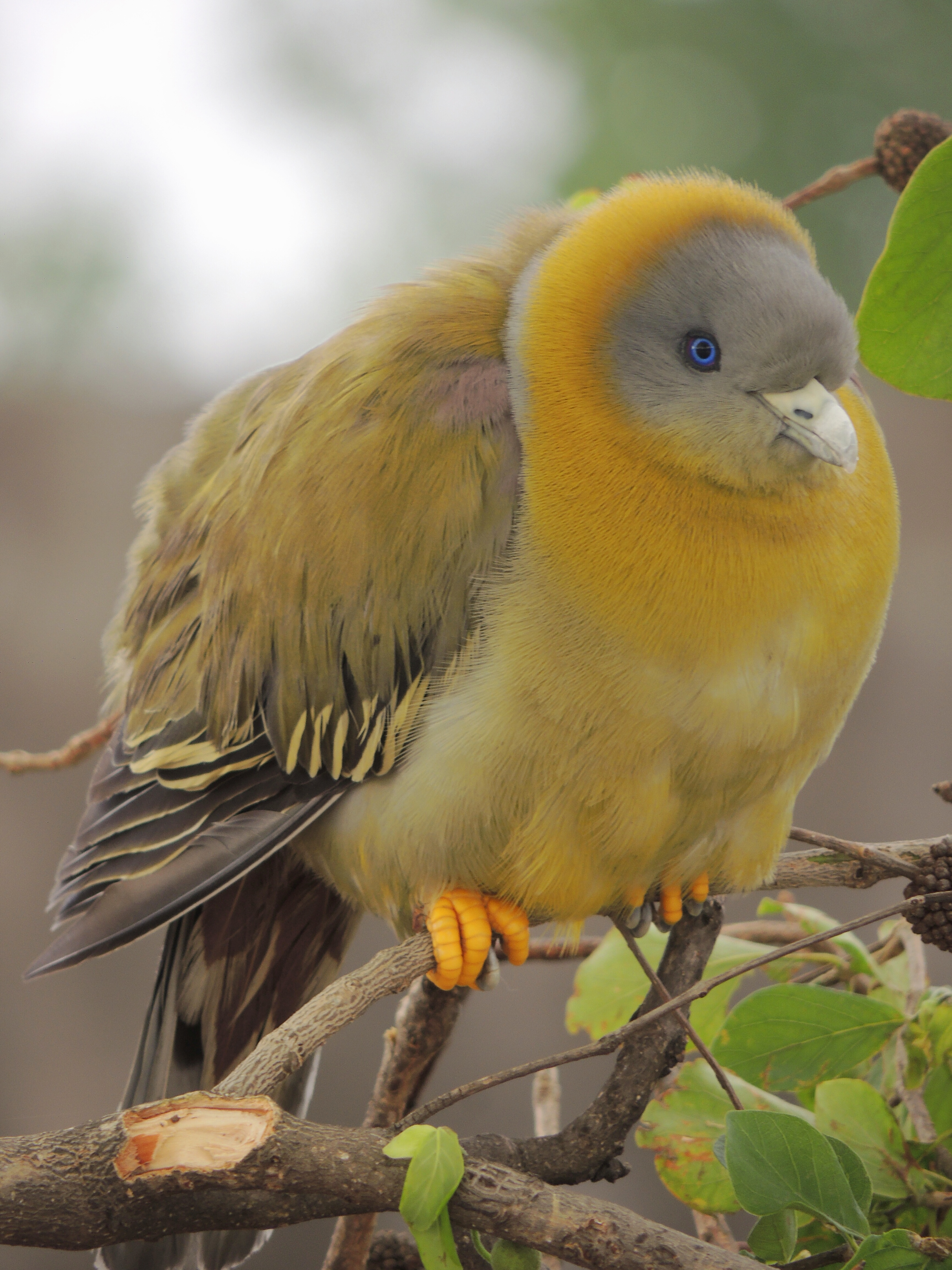
Ruhende Rotschulter-Grüntaube

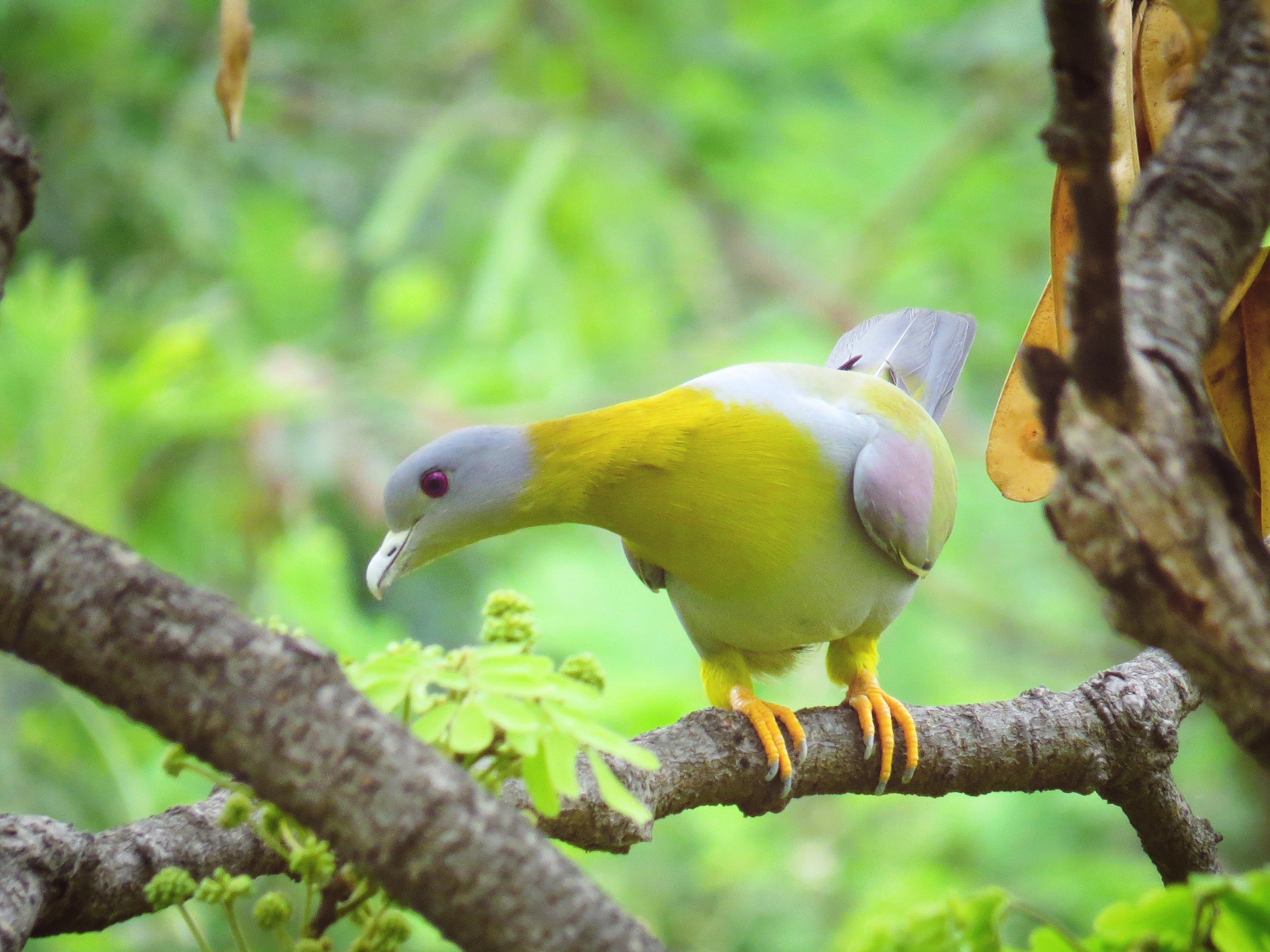
Rotschulter-Grüntaube mit deutlich erkennbarem mauvefarbenen Fleck auf dem vorderen Flügel

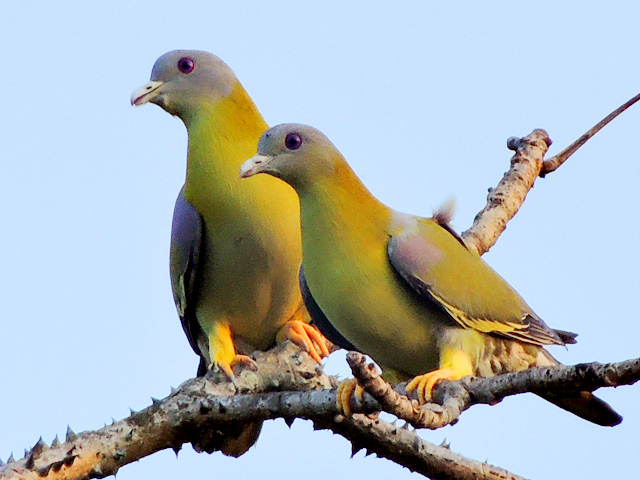
Ein paar Rotschulter-Grüntauben

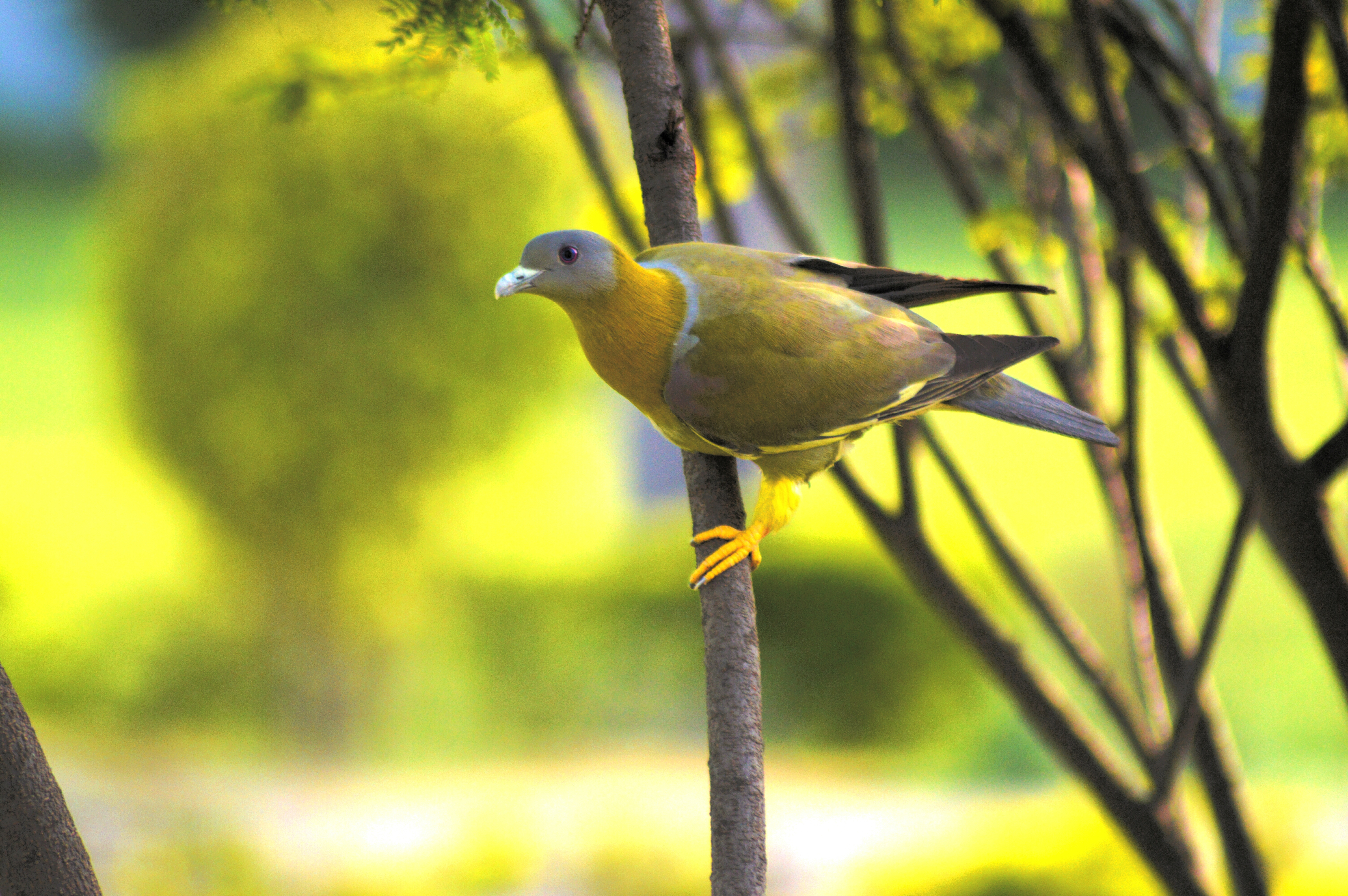
Rotschulter-Grüntaube, gut erkennbar der schmale graue Streifen, der das Halsgefieder vom Rücken trennt

Die Rotschulter-Grüntaube (Treron phoenicoptera, Syn.: Treron phoenicopterus), auch Rotschultertaube, Gelbfuß-Grüntaube, Orangegrüntaube oder Bengalengrüntaube genannt, ist eine Art der Taubenvögel. Sie ist eine in Südostasien in mehreren Unterarten weit verbreitete Taube.
Die Bestandssituation der Rotschulter-Grüntaube wurde 2016 in der Roten Liste gefährdeter Arten der IUCN als „Least Concern (LC)“ = „nicht gefährdet“ eingestuft.

## Erscheinungsbild
Die Rotschulter-Grüntaube erreicht eine Körperlänge zwischen 29 und 33,5 Zentimetern. Sie ist eine mittelgroße, kompakt gebaute Taube, die etwa so groß ist wie eine Stadttaube. Auf den Schwanz entfallen zwischen 9,2 und 10,2 Zentimeter. Der Schnabel ist zwischen 1,7 und 2 Zentimeter lang. Das Gewicht liegt zwischen 250 und 270 Gramm. Der Geschlechtsdimorphismus ist geringer ausgeprägt als bei vielen anderen Arten aus der Gattung der Grüntauben. Es gibt im Verbreitungsgebiet der Rotschulter-Grüntaube keine andere Taubenart, mit der sie verwechselt werden kann.

### Erscheinungsbild der Männchen
Beim Männchen sind der Vorderkopf und die Kehle gelblich grün. Der Hals und die Brust ist dunkel orangegelb, der Gefiederton ist dabei am hinteren Hals etwas dunkler. Der Oberkopf und der Nacken sind schiefergrau. Ein schmaler blasser blaugrauer Streifen verläuft von den Brustseiten über den Nacken und trennt so den gelben Hinterhals vom gelbgrünen Rücken. Auf dem vorderen Flügel befindet sich ein blasser mauvefarbener Fleck. Die Federn der größeren Flügeldecken sind graugrün und an den Außenfahnen breit gelb gesäumt. Die Hand- und Armschwingen sind dunkel und weisen helle Säume auf. Die Schwanzfedern sind an der Basis gelblich grün und gehen dann in ein Schiefergrau über. Das schwarze Querband, das bei vielen Grüntauben zu finden ist, fehlt bei dieser Art. Der Bauch ist gelblich grün bis bläulich grün. Die Schenkel sind kräftig gelb gefiedert. Die Schwanzunterseite ist dunkel und hellt zum Ende der Steuerfedern in ein silbernes Grau auf.
Die Iris ist innen blau bis blauviolett und außen orange bis Rot. Der Schnabel hat einen hellen hornfarbenen Ton und hellt zur Spitze hin auf. Die Füße sind gelb.

### Erscheinungsbild der Weibchen und Jungvögel
Weibchen ähneln in ihrem Gefieder den Männchen. Sie sind lediglich etwas matter gefärbt und der blass mauvefarbene Fleck auf dem vorderen Flügel ist etwas kleiner. Jungvögel sind blasser gefärbt als die Weibchen und der Gefiederton ist matter. Ihnen fehlt noch der mauvefarbene Fleck auf den Flügeln.

## Verbreitungsgebiet
Die Rotschulter-Grüntaube hat ein ausgesprochen großes Verbreitungsgebiet, das sich über weite Teile Südostasiens erstreckt. Die Art kommt von Pakistan, Indien, Nepal, Bangladesch, den Süden der chinesischen Provinz Yunnan, Burma, Thailand, Kambodscha, Laos und Vietnam vor. Auf dem indischen Subkontinent ist sie gebietsweise eine sehr häufige Art. In Thailand dagegen ist sie eine vergleichsweise seltene Taube.
Die Rotschulter-Grüntaube ist ein Waldbewohner. Sie ist ausgesprochen anpassungsfähig und nutzt eine Reihe unterschiedlicher Waldformen. Dazu gehören trockene, laubabwerfende Wälder, Sekundärwald, Buschland, Baumhaine in offenem Gelände, überwucherte Gärten, Baumalleen entlang von Straßen sowie Agrarland. Sie ist grundsätzlich eine Taube der Tiefebenen, kommt aber in den himalayischen Vorgebirgen bis auf 1480 Höhenmeter vor.

## Lebensweise
Die Rotschulter-Grüntaube ist gewöhnlich in Trupps von fünf bis zehn Individuen zu beobachten. In Bäumen, die überreichlich Frucht tragen, können sich aber gemeinsam mit anderen Taubenarten deutlich mehr Individuen versammeln.
Die Rotschulter-Grüntaube frisst ein breites Spektrum an Früchten und Beeren. Eine besondere Rolle spielen mehrere Feigenarten. Die Früchte der Feigenbäume pickt sie direkt von den Ästen. Um ausreichend Nahrung zu finden, unternimmt sie saisonale Wanderungen. Wie andere Grüntauben klettert sie in den Zweigen papageiartig geschickt umher. Rotschulter-Grüntauben, die aufgeschreckt werden, erstarren in ihrer Bewegung und sind dann auf Grund ihres Körpergefieders im Geäst nur schwer auszumachen. Ruhende Vögel sitzen oft in den obersten Baumwipfeln.
Die Rotschulter-Grüntaube ist grundsätzlich eine baumbewohnende Art und trinkt selbst Wasser bevorzugt auf Zweigen sitzend oder an Zweigen hängend, die bis unmittelbar über die Wasseroberfläche reichen. Sie kommt nur gelegentlich auf dem Boden, um dort zu trinken, Grit oder Mineralien aufzunehmen. Ihre Fortbewegungsweise auf dem Boden wirkt auf den Menschen eher ungeschickt, sie trägt dabei die Schwanzfedern leicht angehoben.

## Fortpflanzung
Die Fortpflanzungszeit fällt in den Zeitraum März bis Juni mit einem Höhepunkt in den Monaten März und April. Balzende Männchen stolzieren mit geschwellter Brust und Kehle, leicht herabhängenden Flügeln und gesträubtem Gefieder auf den Ästen. Dabei nicken sie mit dem Kopf und pfeifen leise. Das Weibchen reagiert auf diese Balzverhalten gelegentlich mit ähnlichen Bewegungsmuster, allerdings wird dieses mit einer geringeren Intensität als bei den Männchen vorgeführt.
Das Nest ist eine lose Plattform aus Ästchen, dass auf einem Ast im dichten Blattwerk eines mittelgroßen Baumes errichtet wird. Beide Elternvögel sind am Nestbau beteiligt. Das Nest wird nicht ausgepolstert. Rotschulter-Grüntaubenpaare brüten häufig in großer Nähe zueinander. Gelegentlich bauen sie ihre Nester in der Nähe von Königsdrongos (Dicrurus macrocercus). Sie profitieren dabei vermutlich von den Alarmrufen dieser Singvogelart.
Das Gelege besteht aus zwei weißen Eiern. Diese werden von beiden Elternvögeln bebrütet. Die Brutzeit beträgt etwa 14 Tage.

## Haltung
Rotschulter-Grüntauben wurden erstmals 1864 im Londoner Zoo gezeigt. Eine Zucht in Gefangenschaftshaltung ist bis Ende des 20. Jahrhunderts noch nicht gelungen.